# Candice Wilmer
Candice Wilmer es una de las agentes más importantes de La Compañía, es muy utilizada en la primera temporada pero es asesinada por Sylar en la segunda.

## Historia
Tiene la habilidad de crear las ilusiones. Ella puede manipular su propio cuerpo y un área grande alrededor de ella, engañando a alguien eficazmente si lo desea, y puede cambiar cualquier detalle al instante. Originalmente conocida como Betty, es una mujer muy obesa, pero constantemente mantiene la ilusión de que está delgada. 
Su papel fundamental era convencer a Micah de que haga que voten por Nathan Petrelli, pero aparte de esto su papel es totalmente secundario. También es utilizada para saber la ubicación de Claire haciéndose pasar por la señora Bennet.
En la novela gráfica su historia es contada en cuatro episodios que se llaman Betty, el cual es su verdadero nombre. Ella descubre su poder en el baño de mujeres, después de que unas chicas se burlaron de su sobrepeso. Betty hace que las chicas crean que se les estaba deformando el rostro, pero el efecto pasa rápidamente. Más tarde utiliza su habilidad para volver loco a un chico que molestaba a su mejor amigo.
Más tarde cuando su mejor amigo se halla en el hospital decide mostrarle su habilidad, por lo cual él muere del susto, así que ella decide cambiar su identidad a Candice.
En la segunda temporada ella captura a Sylar y toma el nombre de Michelle, pero es asesinada por Sylar, el cual no puede tomar su habilidad, y se revela su verdadera forma obesa.
- Datos: Q857964